# Bagerhat (stad)
Bagerhat (vroeger: Khalifatabadis) is een stad in Bangladesh. De stad is de hoofdstad van het district Bagerhat in de divisie Khulna. De stad telt ongeveer 50.000 inwoners.
Bagerhat ligt aan de samenvloeiing van de Ganges en de Brahmaputra. Hier staat een aantal moskeeën, waaronder de belangrijkste in Bangladesh, de zestig koepel moskee. Iedere vrijdag komen hier zo'n 6000 mensen bidden.
Bagerhat kent een lange historie en werd door de Turkse generaal Ulugh Khan Jahan in de 15e eeuw gesticht.
In 1985 werd de stad toegevoegd aan de Werelderfgoedlijst van UNESCO.
Historische moskeestad Bagerhat ·
Ruïnes van de boeddhistische Vihara bij Paharpur ·
Sundarbans